# Cheryl Cole
Cheryl Ann Tweedy (*30. června 1983 Newcastle upon Tyne, Anglie, později Cole, později Fernandez-Versini) je anglická zpěvačka. Narodila se a vyrostla v Newcastle upon Tyne a proslavila se koncem roku 2002, kdy se stala členkou britské dívčí skupiny Girls Aloud.  V dubnu 2009 nastoupila na sólovou dráhu a od té doby do roku 2014 vydala čtyři studiová alba. Cheryl je první britskou sólovou umělkyní, která měla v Británii pět nejprodávanějších singlů. Byla porotkyní v britském X-Factoru (2008-2010 a 2014-2015). Jejími největšími hity se staly Parachute, Fight for this love, Call My Name nebo třeba Promise This. Cheryl se stala uznávanou a fotografovanou stylovou módní ikonou. V letech 2009 až 2018 fotila pro britský Vogue, Elle a Harper's Bazaar a byla tváří kosmetické společnosti L'Oréal. Její čisté jmění bylo v říjnu 2014 odhadováno na 20 milionů liber.

## Dětství a mládí
Narodila se jako čtvrtá v pořadí z pěti sourozenců (má tři bratry a sestru). Cherylini rodiče byli spolu více než deset let, ale nikdy se nevzali. Rozešli se, když jí bylo 11 let.
Během dětství předváděla módu na mnoha módních přehlídkách, zpívala, hrála divadlo a vyhrála soutěž v baletu. Vyhrála soutěž Nejhezčí dívka z Newcastlu. Objevila se ve dvou britských reklamách. Ve škole získala přezdívku Chez, po škole začala pracovat jako servírka a v roce 2002 se přihlásila do Pop Stars. Poprvé zpívala již ve 12 letech, jejím nejoblíbenějším filmem je Ghost a hercem George Clooney a Denzel Washington.
První nahrávkou, kterou si koupila, byla píseň Never Gonna Give You Up od Ricka Astleyho a první koncert, na který šla, byl koncert skupiny Steps. Její oblíbená čísla jsou 3 a 7, nejoblíbenějším dnem je pondělí a její dobrou vlastností je její loajalita.

## Profesní život

### 2002–2009:Popstars: The Rivalsand Girls Aloud
Cheryl se v roce 2002 zúčastnila konkurzu na televizní reality show Popstars: The Rivals, jejímž cílem bylo vytvořit chlapeckou a dívčí skupinu. Byla první soutěžící, která se kvalifikovala do dívčí skupiny, a po konečném hlasování veřejnosti se k ní připojily Nadine Coyle, Sarah Harding, Nicola Roberts a Kimberley Walsh, aby vytvořily skupinu Girls Aloud. Skupina drží rekord za nejkratší dobu mezi založením kapely a dosažením nejprodávanějšího singlu. Hudební styl skupiny byl pop, ale během své kariéry experimentovali s elektropopem a dance-popem. Skupina byla velmi úspěšná, získala řadu ocenění a rekordů a jejich singly i alba se umisťovaly na vrcholu britských žebříčků. Do května 2010 skupina nashromáždila jmění 30 milionů liber. Členky Girls Aloud si v roce 2009 daly pauzu, aby se mohly věnovat sólovým projektům.

### Televize a alba3 WordsaMessy Little Raindrops
V letech 2008-2010 byla Cheryl porotkyní britské pěvecké soutěže X-Factor a dvakrát se stala vítěznou porotkyní a mentorkou.

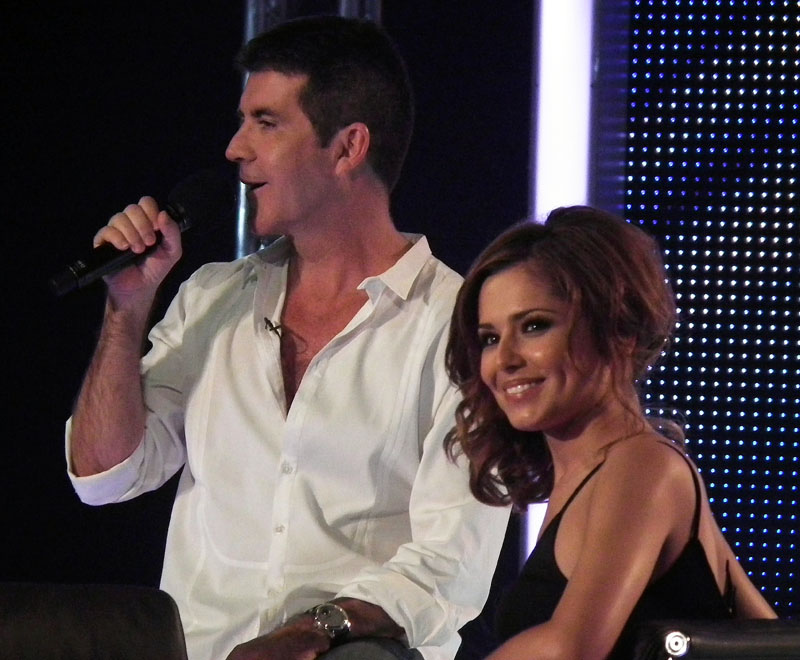
Cheryl Cole a Simon Cowell v soutěži X-Factor

V dubnu 2009 začala pracovat na sólové dráze a její debutové album 3 Words vyšlo ve Spojeném království 26. října. Album se drželo dva týdny na prvním místě britské hitparády a 6. listopadu získalo od BPI status platinového alba. První tři skladby z alba se držely na předních místech hitparád v Británii, Dánsku, Norsku, Maďarsku, Irsku a Austrálii.
Své druhé album začala Cheryl nahrávat v únoru 2010 a vyšlo 29. října pod názvem Messy Little Raindrops. Ocenění platinového alba od BPI dosáhlo 19. srpna 2011.
Cheryl natočila televizní portrét pro ITV1, Cheryl Cole's Night In, který se vysílal 19. prosince 2009. Pořad nabídl hudbu a rozhovory jak s Cheryl, tak s jejími oblíbenými interprety. Při prvním uvedení sledovalo program 5 milionů diváků.
Cheryl vystupovala také v jednom dílu Životních příběhů Pierse Morgana, ve kterém vyprávěla o svém manželství a rozvodu s Ashley Colem a o život ohrožujícím boji s malárií. Pořad, který se vysílal 23. října 2010, přilákal 7.2 milionů diváků, což je nejvyšší číslo v historii britské talk show.

### 2012–2013: albumA Million Lights, shledání a turné s Girls Aloud
Cherylino třetí studiové album A Million Lights vyšlo 18. června 2012 a ve Spojeném království získalo ocenění zlaté album (100 000 prodaných nosičů). Poté se vydala na své první sólové koncertní turné A Million Lights Tour, které sloužilo k propagaci alba. Turné probíhalo od 3. do 17. října 2012 a zahrnovalo 11 koncertů: dva v Irsku, jeden ve Skotsku a osm v Anglii.
V listopadu 2012 se po měsících spekulací znovu sešla skupina Girls Aloud, u příležitosti jejího 10. výročí, a 18. listopadu vydala svůj comebackový singl „Something New“. Píseň byla také oficiálním charitativním singlem pro Children in Need 2012 (Děti v tísni 2012). Umístila se na druhém místě britské hitparády UK Singles Chart. Dne 26. listopadu 2012 vydala skupina druhou kompilaci největších hitů Ten a v následujícím roce vyrazila na turné Ten: The Hits Tour. Nicméně v březnu 2013, po dokončení turné, Girls Aloud vydaly prohlášení, že se definitivně rozcházejí.

### 2014–2017: albumOnly Humana návrat doX Factoru

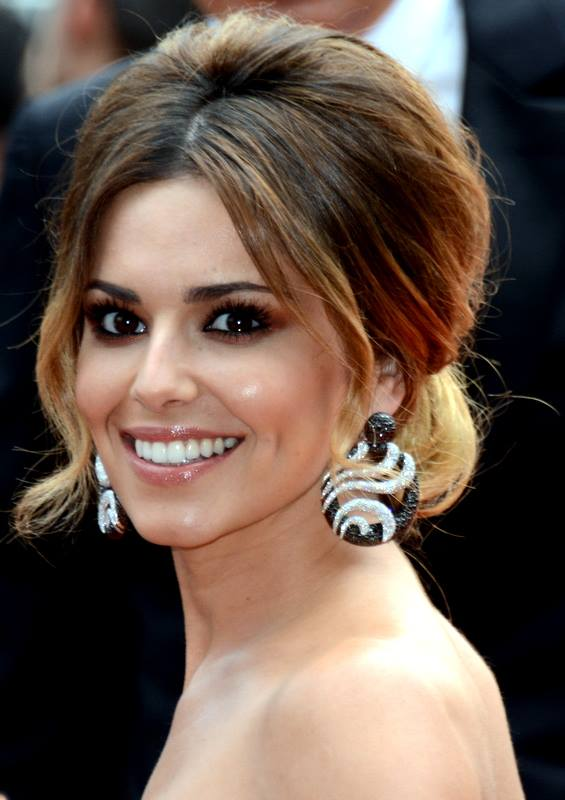
Cheryl v Cannes v roce 2014

Cheryl se stala první britskou zpěvačkou, která měla pět sólových nejprodávanějších hitů, a do roku 2018 držela rekord pro britskou sólovou umělkyni s největším počtem nejprodávanějších singlů ve Velké Británii.
Čtvrtým sólovým albem Cheryl bylo Only Human, které vyšlo 10. listopadu a umístilo se v top 10 ve Spojeném království a Irsku. Později získalo ve Velké Británii status stříbrného alba.
Cheryl se v letech 2014 a 2015 vrátila jako porotkyně do britské show The X Factor. V dubnu 2016 oznámila, že ze soutěže odchází a rozhodla se věnovat své hudební kariéře.

### 2018–dosud: Nová hudba,The Greatest Dancer a 2:22 A Ghost Story
Po porodu syna v březnu 2017 si Cheryl dala pauzu od hudby, aby se mohla věnovat mateřství. Dne 9. listopadu 2018 se vrátila se singlem „Love Made Me Do It“ a 31. května 2019 vydala následný singl „Let You“. Ani jedna skladba se však příliš neprosadila.
V letech 2019 a 2020 Cheryl vystupovala v taneční soutěži stanice BBC One The Greatest Dancer. V roce 2020 hrála hudební manažerku Coco Rayne v adaptaci románu Four Children and It (Čtyři děti a to) pro Sky Cinema. V srpnu 2021 Cheryl uvedla 12dílný podcast o R&B hudbě s názvem You, Me & R&B with Cheryl na BBC Sounds. Pořad vyvolal vlnu kritiky za to, že ho neuvádí černošský umělec.
Koncem roku 2022 vyšlo oznámení, že Cheryl bude v roce 2023 hrát Jenny ve hře 2:22 A Ghost Story v divadle Lyric Theatre.

## Ostatní aktivity
Členky Girls Aloud spolupracovali se společností Eylure na navrhování umělých řas a společností Pandora na navrhování náramků. Cheryl byla od roku 2009 do roku 2018 tváří společnosti L'Oréal.
30. září 2010 vydalo nakladatelství Bantam Press Cherylinu první oficiální knihu s názvem Through My Eyes (Mým pohledem). Kniha je plná snímků zachycujících okamžiky v nahrávacím studiu, v zákulisí turné, v zákulisí X Factoru a na focení a udílení cen. Autobiografie Cheryl: My Story (Cheryl: Můj příběh) vyšla 11. října 2012. Kniha je o jejím dětství, vzestupu ke slávě jako členky Girls Aloud a jejích vztazích se Simonem Cowellem a bývalým manželem Ashley Colem. Do února 2013 se prodalo 275 000 výtisků. V srpnu 2014 uvedla Cheryl na trh svůj vlastní parfém StormFlower.

### Dobročinnost
Skupina Girls Aloud vydala v roce 2004 cover verzi písně „I'll Stand by You“ od Pretenders jako oficiální singl pro charitativní koncert BBC Children in Need (Děti v tísni). V roce 2007 se podílela na oficiálním singlu pro charitativní koncert Comic Relief. Spolu s osmi dalšími umělci Cheryl vystoupala v březnu 2009 na horu Kilimandžáro a akce vynesla 3,5 milionů liber na podporu Comic Relief 2009. V únoru 2011 založila Cheryl po setkání s princem Charlesem vlastní charitativní nadaci Cheryl Cole Foundation na pomoc znevýhodněným mladým lidem v severovýchodní Anglii, regionu odkud sama pochází. Aby získala finanční prostředky pro nadaci, prodala Cheryl v dražbě dne 13. června 2011 20 svých kostýmů.
V září 2011 navštívila Cheryl britské vojáky v Afghánistánu. Dne 23. ledna 2015 oznámila založení druhé charitativní organizace Cheryl's Trust s cílem získat 2 miliony liber na vybudování centra, které podpoří až 4 000 znevýhodněných mladých lidí v jejím rodném městě Newcastle. V listopadu 2016 se stala ambasadorkou charitativní organizace Childline.

### Veřejný obraz
Cheryl se stala uznávanou a fotografovanou stylovou módní ikonou. Během televizních vystoupení nosila módní oblečení od předních světových návrhářů. V letech 2009 a 2010 byla časopisem Glamour Magazine vyhlášena nejlépe oblékanou ženou. Fotografovala se pro titulní strany britského Vogue, Elle a Harper's Bazaar. V letech 2009 a 2010 kralovala žebříčku 100 nejvíc sexy žen na světě publikovanému v magazínu FHM.

## Osobní život
Cheryl se 15. července 2006 provdala za anglického fotbalistu Chelsea Ashleyho Colea. V roce 2010 podala žádost o rozvod. V rozvodových dokumentech se uvádí, že Cole přiznal, že byl Cheryl nevěrný s řadou dalších žen.
Dne 7. července 2014 se Cheryl provdala za francouzského restauratéra Jean-Bernarda Fernandez-Versiniho. Po jejich odloučení se koncem roku 2016 rozvedli.
Od prosince 2016 do července 2018 byl jejím partnerem zpěvák Liam Payne, se kterým má syna jménem Bear Payne. Narodil se 22. března 2017 v London's Chelsea and Wesminster Hospital.

## Diskografie

### Alba
- 3 Words (2009)
- Messy Little Raindrops (2010)
- A Million Lights (2012)
- Only Human (2014)

### Singly
- Fight for This Love (2009)
- 3 Words ft. Will.i.am (2009)
- Parachute (2010)
- Promise This (2010)
- The Flood (2011)
- Call My Name (2012)
- Under The Sun (2012)
- Crazy Stupid Love (2014)
- I Don't Care (2014)
- Only Human (2015)
- Love Made Me Do It (2018)
- Let You (2019)